# Biliverdina
La biliverdina è un pigmento biliare di colore verde derivato dalla degradazione dell'eme ad opera dell'enzima eme ossigenasi, con rilascio anche di monossido di carbonio. La biliverdina è un tetrapirrolo di formula bruta C33H34N4O6, abbastanza solubile in acqua.
Nell'organismo sano la biliverdina viene ridotta a bilirubina per opera della biliverdina reduttasi. Oltre che nell'urina, la biliverdina è anche presente nel succo biliare prodotto dal fegato, al quale conferisce la sua colorazione.